# セルトンジーニョFC

セルトンジーニョFC (ポルトガル語: Sertãozinho Futebol Clube) は、ブラジル・サンパウロ州セルトンジーニョを本拠地とするサッカークラブである。

## 歴史
1944年8月6日設立。設立当初はアマチュアリーグに在籍。1963年に一度解散したが、1969年に復活した。
1971年、カンピオナート・パウリスタ・セリエA3で優勝し、クラブ初タイトルを獲得した。2004年にも、カンピオナート・パウリスタ・セリエA3で優勝。
2007年、クラブ史上初めてカンピオナート・パウリスタ・セリエA1昇格を果たした。

## タイトル

### 国内タイトル
- カンピオナート・パウリスタ・セリエA3 : 2回
  - 1971, 2004

### 国際タイトル
なし